# Criminele organisatie (Nederlands civiel recht)
Een criminele organisatie in de zin van het Nederlandse burgerlijk recht is een rechtspersoon die voldoet aan een van de drie criteria in Artikel 20 van het Burgerlijk Wetboek. De mogelijke rechtsgevolgen verschillen per criterium. Dit artikel legt beperkingen op aan het recht van vereniging.
Criterium 1 is de werkzaamheid van de organisatie, criterium 2 is het gestelde doel en criterium 3 is de aanduiding als terroristische organisatie; de Nederlandse wet verwijst daarvoor naar lijsten van de Europese Unie, zonder vast te leggen dat elke organisatie op deze lijsten in Nederland als crimineel beschouwd wordt.

## Afbakening
- De term criminele organisatie wordt niet letterlijk gebruikt in de wet. Artikel 20 behandelt [rechtspersonen] waarvan de werkzaamheid in strijd is met de openbare orde. In de literatuur wordt dit beschreven als criminele organisatie.[1]
- Burgerlijk recht versus strafrecht: Artikel 140 van het Wetboek van Strafrecht spreekt over een organisatie die tot oogmerk heeft het plegen van misdrijven, maar buiten wetsteksten is de aanduiding criminele organisatie gangbaar. Hier gelden heel andere criteria dan in het burgerlijk recht, zie Criminele organisatie (Nederlands strafrecht). Onder het strafrecht kan een groep zonder rechtspersoonlijkheid als criminele organisatie aangemerkt worden, zelfs zonder misdrijven gepleegd te hebben.
- Het begrip georganiseerde misdaad heeft op het eerste gezicht verband met criminele organisaties, maar is niet gedefinieerd in het Nederlands recht; het is een karakterisering die in de media gebruikt wordt zonder duidelijke afbakening.

## Criteria en rechtsgevolgen
- Het eerste criterium is strijdigheid van de werkzaamheid van de organisatie met de openbare orde. Dit criterium beschouwt de feitelijke daden van de leden. De organisatie wordt verboden en ontbonden als de rechtbank de strijdigheid vaststelt.
- Het tweede criterium is strijdigheid van het doel van de organisatie met de openbare orde. In dit geval wordt de organisatie ontbonden, maar de rechtbank kan de organisatie eerst in de gelegenheid stellen om het doel aan te passen.
- Op grond van het derde criterium zijn rechtspersonen van rechtswege[noot 1] verboden als zij door de Europese Unie als terroristische organisatie aangemerkt zijn, voor zover ze voldoen aan de aanvullende criteria die lid 3 van artikel 20 stelt. Deze rechtspersonen mogen in Nederland geen rechtshandelingen verrichten.